# 1980-as labdarúgó-Európa-bajnokság (selejtező)
Az 1980-as labdarúgó-Európa-bajnokság selejtező mérkőzéseit 1978 májusától 1980 márciusáig játszották le. A selejtezőben 31 válogatott vett részt. A házigazda Olaszország nem vett részt a selejtezőkben.
Magyarország a selejtezőben a 6. csoportba került. Az ellenfelek Görögország, Finnország, és Szovjetunió voltak. Magyarország hat meccsén, két győzelmet, két döntetlent és két vereséget ért el, valamint kilenc rúgott, és kilenc kapott góllal fejezte be a selejtezőt, a csoport második helyén.

## Kijutott csapatok
A következő csapatok jutottak ki az Európa-bajnokságra:

| Ország        | Kvalifikáció módja  | Kvalifikáció időpontja | Korábbi Európa-bajnoki részvételek |
| ------------- | ------------------- | ---------------------- | ---------------------------------- |
| Olaszország   | Rendező             | 1977. november 12.     | 1                                  |
| Görögország   | 6. csoport győztese | 1979. október 31.      | 0 (újonc)                          |
| Anglia        | 1. csoport győztese | 1979. november 21.     | 1                                  |
| Hollandia     | 4. csoport győztese | 1979. november 21.     | 1                                  |
| Csehszlovákia | 5. csoport győztese | 1979. november 24.     | 2                                  |
| NSZK          | 7. csoport győztese | 1979. december 22.     | 2                                  |
| Spanyolország | 3. csoport győztese | 1979. december 9.      | 1                                  |
| Belgium       | 2. csoport győztese | 1979. december 19.     | 1                                  |

## Játékvezetők
- Ulf Eriksson
- Erik Fredriksson
- Jan Keizer
- Hendrik Weerink
- Charles Corver
- Johannes Beck
- Palotai Károly
- Pádár László
- Jordan Zsezsov
- Dimitar Parmakov
- Nikola Milanov Doudine
- Francis Rion
- Alexis Ponnet
- Marcel van Langenhove
- Ernst Dörflinger
- André Daina
- Bruno Galler
- Rudolf Renggli
- Erich Linemayr
- Horst Brummeier
- Josef Bucek
- Franz Wöhrer
- Adolf Prokop
- Walter Eschweiler
- Walter Horstmann
- Jan Redelfs
- Siegfried Kirschen
- Heinz Einbeck
- Rudolf Frickel
- Heinz Aldinger
- Klaus Scheurell
- Gianfranco Menegali
- Alberto Michelotti
- Riccardo Lattanzi
- Paolo Casarin
- Nicolae Rainea
- Constantin Ghiţă
- Otto Anderco
- Talat Tokat
- Hilmi Ok
- Albert Victor
- Norbert Rolles
- Patrick Partridge
- John Hunting
- John Homewood
- Brian McGinlay
- John Gordon
- Thomas Reynolds
- Clive Thomas
- Ronald Bridges
- Thomas Perry
- Alojzy Jarguz
- Aleksander Suchanek
- Magnús Pétursson
- Paul Bonett
- Henning Lund-Sørensen
- Ole Amundsen
- Ib Nielsen
- Toma Manojlovski
- Aleksandar Nikić
- Marjan Rauš
- Robert Wurtz
- Georges Konrath
- Michel Vautrot
- Eldar Muhtarovics Azim-Zagye
- Miroszlav Ivanovics Sztupar
- John Carpenter
- Eamonn Farrell
- Vojtěch Christov
- Dušan Krchňák
- Jaromír Fausek
- Otto Anderco
- Ángel Franco Martínez
- Augusto Lamo Castillo
- Szótosz Afxendíu
- Nikólaosz Lagojánisz
- Cesar Correia
- Antonio Garrido
- Rolf Haugen
- Svein Inge Thime

## Csoportok
A csapatokat 7 csoportba sorsolták. Három darab ötcsapatos és négy darab négycsapatos csoportot alakítottak ki. A csapatok körmérkőzéses, oda-visszavágós rendszerben játszottak egymással. A csoportelsők kijutottak az Európa-bajnokságra.

A sorrend meghatározása
Az Európa-bajnokság selejtezőjében a következő pontok alapján állapították meg a sorrendet:
1. több szerzett pont az összes mérkőzésen
2. jobb gólkülönbség az összes mérkőzésen
3. több szerzett gól az összes mérkőzésen
4. sorsolás

### 1. csoport
| Hely. | Csapat         | M | Gy | D | V | G+ | G– | Gk  | P  | Továbbjutás                            |     | Anglia | Észak-Írország | Írország | Bulgária | Dánia |
| ----- | -------------- | - | -- | - | - | -- | -- | --- | -- | -------------------------------------- | --- | ------ | -------------- | -------- | -------- | ----- |
| 1.    | Anglia         | 8 | 7  | 1 | 0 | 22 | 5  | +17 | 15 | Kijutott az 1980-as Európa-bajnokságra |     | —      | 4–0            | 2–0      | 2–0      | 1–0   |
| 2.    | Észak-Írország | 8 | 4  | 1 | 3 | 8  | 14 | −6  | 9  |                                        |     | 1–5    | —              | 1–0      | 2–0      | 2–1   |
| 3.    | Írország       | 8 | 2  | 3 | 3 | 9  | 8  | +1  | 7  |                                        | 1–1 | 0–0    | —              | 3–0      | 2–0      |       |
| 4.    | Bulgária       | 8 | 2  | 1 | 5 | 6  | 14 | −8  | 5  |                                        | 0–3 | 0–2    | 1–0            | —        | 3–0      |       |
| 5.    | Dánia          | 8 | 1  | 2 | 5 | 13 | 17 | −4  | 4  |                                        | 3–4 | 4–0    | 3–3            | 2–2      | —        |       |

### 2. csoport
| Hely. | Csapat     | M | Gy | D | V | G+ | G– | Gk  | P  | Továbbjutás                            |     | Belgium | Ausztria | Portugália | Skócia | Norvégia |
| ----- | ---------- | - | -- | - | - | -- | -- | --- | -- | -------------------------------------- | --- | ------- | -------- | ---------- | ------ | -------- |
| 1.    | Belgium    | 8 | 4  | 4 | 0 | 12 | 5  | +7  | 12 | Kijutott az 1980-as Európa-bajnokságra |     | —       | 1–1      | 2–0        | 2–0    | 1–1      |
| 2.    | Ausztria   | 8 | 4  | 3 | 1 | 14 | 7  | +7  | 11 |                                        |     | 0–0     | —        | 1–2        | 3–2    | 4–0      |
| 3.    | Portugália | 8 | 4  | 1 | 3 | 10 | 11 | −1  | 9  |                                        | 1–1 | 1–2     | —        | 1–0        | 3–1    |          |
| 4.    | Skócia     | 8 | 3  | 1 | 4 | 15 | 13 | +2  | 7  |                                        | 1–3 | 1–1     | 4–1      | —          | 3–2    |          |
| 5.    | Norvégia   | 8 | 0  | 1 | 7 | 5  | 20 | −15 | 1  |                                        | 1–2 | 0–2     | 0–1      | 0–4        | —      |          |

### 3. csoport
| Hely. | Csapat        | M | Gy | D | V | G+ | G– | Gk  | P | Továbbjutás                            |     | Spanyolország | Jugoszlávia | Románia | Ciprusi Köztársaság |
| ----- | ------------- | - | -- | - | - | -- | -- | --- | - | -------------------------------------- | --- | ------------- | ----------- | ------- | ------------------- |
| 1.    | Spanyolország | 6 | 4  | 1 | 1 | 13 | 5  | +8  | 9 | Kijutott az 1980-as Európa-bajnokságra |     | —             | 0–1         | 1–0     | 5–0                 |
| 2.    | Jugoszlávia   | 6 | 4  | 0 | 2 | 14 | 6  | +8  | 8 |                                        |     | 1–2           | —           | 2–1     | 5–0                 |
| 3.    | Románia       | 6 | 2  | 2 | 2 | 9  | 8  | +1  | 6 |                                        | 2–2 | 3–2           | —           | 2–0     |                     |
| 4.    | Ciprus        | 6 | 0  | 1 | 5 | 2  | 19 | −17 | 1 |                                        | 1–3 | 0–3           | 1–1         | —       |                     |

### 4. csoport
| Hely. | Csapat        | M | Gy | D | V | G+ | G– | Gk  | P  | Továbbjutás                            |     | Hollandia | Lengyelország | Német Demokratikus Köztársaság | Svájc | Izland |
| ----- | ------------- | - | -- | - | - | -- | -- | --- | -- | -------------------------------------- | --- | --------- | ------------- | ------------------------------ | ----- | ------ |
| 1.    | Hollandia     | 8 | 6  | 1 | 1 | 20 | 6  | +14 | 13 | Kijutott az 1980-as Európa-bajnokságra |     | —         | 1–1           | 3–0                            | 3–0   | 3–0    |
| 2.    | Lengyelország | 8 | 5  | 2 | 1 | 13 | 4  | +9  | 12 |                                        |     | 2–0       | —             | 1–1                            | 2–0   | 2–0    |
| 3.    | NDK           | 8 | 5  | 1 | 2 | 18 | 11 | +7  | 11 |                                        | 2–3 | 2–1       | —             | 5–2                            | 3–1   |        |
| 4.    | Svájc         | 8 | 2  | 0 | 6 | 7  | 18 | −11 | 4  |                                        | 1–3 | 0–2       | 0–2           | —                              | 2–0   |        |
| 5.    | Izland        | 8 | 0  | 0 | 8 | 2  | 21 | −19 | 0  |                                        | 0–4 | 0–2       | 0–3           | 1–2                            | —     |        |

### 5. csoport
| Hely. | Csapat        | M | Gy | D | V | G+ | G– | Gk  | P  | Továbbjutás                            |     | Csehszlovákia | Franciaország | Svédország | Luxemburg |
| ----- | ------------- | - | -- | - | - | -- | -- | --- | -- | -------------------------------------- | --- | ------------- | ------------- | ---------- | --------- |
| 1.    | Csehszlovákia | 6 | 5  | 0 | 1 | 17 | 4  | +13 | 10 | Kijutott az 1980-as Európa-bajnokságra |     | —             | 2–0           | 4–1        | 4–0       |
| 2.    | Franciaország | 6 | 4  | 1 | 1 | 13 | 7  | +6  | 9  |                                        |     | 2–1           | —             | 2–2        | 3–0       |
| 3.    | Svédország    | 6 | 1  | 2 | 3 | 9  | 13 | −4  | 4  |                                        | 1–3 | 1–3           | —             | 3–0        |           |
| 4.    | Luxemburg     | 6 | 0  | 1 | 5 | 2  | 17 | −15 | 1  |                                        | 0–3 | 1–3           | 1–1           | —          |           |

### 6. csoport
| Hely. | Csapat       | M | Gy | D | V | G+ | G– | Gk | P | Továbbjutás                            |     | Görögország | Magyarország | Finnország | Szovjetunió |
| ----- | ------------ | - | -- | - | - | -- | -- | -- | - | -------------------------------------- | --- | ----------- | ------------ | ---------- | ----------- |
| 1.    | Görögország  | 6 | 3  | 1 | 2 | 13 | 7  | +6 | 7 | Kijutott az 1980-as Európa-bajnokságra |     | —           | 4–1          | 8–1        | 1–0         |
| 2.    | Magyarország | 6 | 2  | 2 | 2 | 9  | 9  | 0  | 6 |                                        |     | 0–0         | —            | 3–1        | 2–0         |
| 3.    | Finnország   | 6 | 2  | 2 | 2 | 10 | 15 | −5 | 6 |                                        | 3–0 | 2–1         | —            | 1–1        |             |
| 4.    | Szovjetunió  | 6 | 1  | 3 | 2 | 7  | 8  | −1 | 5 |                                        | 2–0 | 2–2         | 2–2          | —          |             |

### 7. csoport
| Hely. | Csapat      | M | Gy | D | V | G+ | G– | Gk  | P  | Továbbjutás                            |     | Nyugat-Németország | Törökország | Wales | Málta |
| ----- | ----------- | - | -- | - | - | -- | -- | --- | -- | -------------------------------------- | --- | ------------------ | ----------- | ----- | ----- |
| 1.    | NSZK        | 6 | 4  | 2 | 0 | 17 | 1  | +16 | 10 | Kijutott az 1980-as Európa-bajnokságra |     | —                  | 2–0         | 5–1   | 8–0   |
| 2.    | Törökország | 6 | 3  | 1 | 2 | 5  | 5  | 0   | 7  |                                        |     | 0–0                | —           | 1–0   | 2–1   |
| 3.    | Wales       | 6 | 3  | 0 | 3 | 11 | 8  | +3  | 6  |                                        | 0–2 | 1–0                | —           | 7–0   |       |
| 4.    | Málta       | 6 | 0  | 1 | 5 | 2  | 21 | −19 | 1  |                                        | 0–0 | 1–2                | 0–2         | —     |       |